# Скрудж Мак-Дак

Прототипом Скруджа МакДака був Ебенезер Скрудж

Скрудж МакДак (англ. Scrooge McDuck) або дядько Скрудж (англ. Uncle Scrooge) — персонаж мультфільмів, казок і коміксів, антропоморфний качур-мільярдер шотландського походження з міста Глазго, головний герой діснеївського мультсеріалу «Качині історії», дядько Дональда Дака і Деллі Дак, двоюрідний дідусь Крячика, Квачика і Кручика (Г'юї, Дьюї та Луї)] Даків — синів Делли і племінників Дональда. Мати — Дауні МакДак (О'Дрейк), батько — Фергюс МакДак, сестри — Матильда фон Дрейк (МакДак) (дружина Людвіга фон Дрейка]) і Гортензія Дак (МакДак) (мати Дональда). Скруджа вважають одним із найвідоміших символів підприємницької діяльності, темпераменту і вміння виживати в реаліях американської мультиплікації та коміксів.

## У популярній культурі

### Культурний вплив
Журнал Forbes регулярно включає Скруджа у свій щорічний список «Forbes Fictional 15» найбагатших вигаданих персонажів світу.
У мультсеріалі «Сім'янин» в епізоді «Lottery Fever» Пітер Гріфін травмує себе, намагаючись зануритися у купу монет, як Скрудж Макдак.
У епізоді серіалу «Breaking Bad», «Похований» у 2013 році, колег Соула Гудмена Патрік Кубі зауважує однодумцю Х'юелу Бабіно «ми тут, щоб зробити роботу, а не вдавати Скруджа Макдака», коли Х'юел лежить на купі готівки Уолтера Вайта.
У 2007 році міська рада міста Глазго заніс Скруджа Макдака до списку видатних городян. На сайті міської ради Глазго Скрудж поміщений в графу «Вигадані персонажі» разом з Завгоспом Віллі з мультсеріалу «Сімпсони».
На основі коміксів Дона Роси «The Life and Times of Scrooge» у 2014 році вийшов музичний альбом Туомаса Холопайнен The Life and Times of Scrooge.

### Всесвіт Скруджа Макдака

Скрудж МакДак на Берлінській стіні